# Арсланов, Хашим
 Хашим Арсланов (узб. Hoshim Arslonov; 1 августа 1956, Наманган — 29 мая 2020, Ташкент) — узбекский актёр театра и кино, заслуженный артист Республики Узбекистан (2001).

## Биография
Хашим Арсланов родился 1 августа 1956 года в городе Чуст Наманганской области. После окончания средней школы, поступил в Ташкентский государственный театрально-художественный институт им. Островского, который окончил в 1977 году. С 1977 по 2017 год работал актёром Узбекского национального академического драматического театра.Хашим Арслонов имеет долгую и успешную карьеру в сфере дубляжа. Он смог воплотить в жизнь тысячи фильмов и сериалов своим уникальным голосом. Его голос для персонажей мировых фильмов, таких как Пираты Карибского моря, Гарри Поттер, Властелин колец, был уникальным. Хашим Арслонов с большим мастерством озвучил образ Джалала Думана в сериале Внутри, без его голоса сложно представить этот образ. Хашим Арслонов скончался 29 мая 2020 года в Ташкенте. Его последней карьерой в кино был 101 Рейс в 2019 году.

### Семья
- Джамшид Арсланов — актёр 13 май 1978 год[4]
- Бобур Арсланов — актёр

## Награды
- 2001 год — Заслуженный артист Узбекистана.

## Фильмография
Ниже в хронологическом порядке-упорядоченный список фильмов в которых Хашим Арсланов появился.
| Год  | Русское название                 | Роль                                       |
| ---- | -------------------------------- | ------------------------------------------ |
| 1983 | Пробуждение                      |                                            |
| 1996 | Маргиана                         |                                            |
| 1997 | Долгое эхо в горах               | Халилов                                    |
| 1988 | Оташдан колган далалар           |                                            |
| 2000 | Алпамыш                          |                                            |
| 2006 | Ходжа Насреддин: Игра начинается |                                            |
| 2007 | Апрель Май                       |                                            |
| 2007 | Чавандоз                         |                                            |
| 2008 | Адвокатлар                       |                                            |
| 2010 | Любовь без слов                  |                                            |
| 2010 | На солнечной стороне улицы       |                                            |
| 2010 | След динозавра                   | Хусан                                      |
| 2011 | Влюблённый задира                |                                            |
| 2011 | Касос                            | Генерал полиции                            |
| 2011 | Менинг акам буйдок               | отец Зумрады                               |
| 2011 | Фидоийлар                        | Уразов                                     |
| 2011 | Последний звонок                 | отец Даврона                               |
| 2011 | Сестрёнка                        |                                            |
| 2011 | Вольная дочь                     | отец Малики                                |
| 2012 | Энди дадам буйдок?               | отец Зумрады                               |
| 2013 | Ижарачилар                       |                                            |
| 2013 | Туташ такдирлар                  | Бахтиёр                                    |
| 2014 | Сунгги Нафасимгача               |                                            |
| 2016 | Орзулар фасли                    | Борибой                                    |
| 2018 | Медное солнце                    | Генерал                                    |
| 2018 | Черный удар                      |                                            |
| 2018 | 101 Рейс                         | Командир воздушного судна Зариф Саидазимов |

| Год       | Сериал          | Роль |
| --------- | --------------- | ---- |
| 1997-1998 | Улицы сердца    |      |
| 1998      | Шайтанат        |      |
| 2009      | Туташ такдирлар |      |

#### Озвучивание фильмов
- Пираты Карибского моря
- Гарри Поттер
- Властелин колец
- Внутри